# Micropholcus khenifra
Espèce
Micropholcus khenifra est une espèce d'araignées aranéomorphes de la famille des Pholcidae.

## Distribution
Cette espèce est endémique de la région de Béni Mellal-Khénifra au Maroc,,. Elle se rencontre vers Imi n'Ifri, Béni Mellal, Beni Ayat, Sidi Ben Daoud, El Ksiba et Jbel Bou-Guergour.

## Description
Le mâle holotype mesure 3,9 mm.
Le mâle décrit par Lecigne, Moutaouakil et Lips en 2025 mesure 3,60 mm et les femelles 3,50 et 4,10 mm.

## Systématique et taxinomie
Cette espèce a été décrite par Huber en 2024.

## Étymologie
Son nom d'espèce lui a été donné en référence au lieu de sa découverte, la région de Béni Mellal-Khénifra

## Publication originale
- Huber & Meng, 2024 : « Old World Micropholcus spiders, with first records of acrocerid parasitoids in Pholcidae (Araneae). » ZooKeys, vol. 1213, p. 95-182 (texte intégral).